# Rhaphuma ilsae
Rhaphuma ilsae là một loài bọ cánh cứng trong họ Cerambycidae.